# Novoe rousskoe slovo
Novoe roussko slovo est un journal en russe qui a été publié à New York de 1910 à 2010.
Le journal diffusait des informations d'actualité et présentait des œuvres d'art d'émigrants russes.

## Rédacteurs en chef
- I.K. Okuntsov (1910-1920) ;
- A.I. Krechar (1920 - ? ) ;
- M. Weinbaum (1922-1973) ;
- E. L. Durmashkine ;
- L. M. Pasvolski ;
- M. Vilchur ;
- NS. C. Srechinsky ;
- A. Sedykh ;
- L. Shakova ;
- Gueorgui Vaïner ;
- V. Weinberg.

## Récompenses
- Gratitude du président de la fédération de Russie (21 juin 1999) « pour de nombreuses années de travail actif et une grande contribution au développement de la presse russe à l'étranger »[2].